# Ság (Szlovákia)
Ság (szlovákul Sasinkovo, korábban Šag) község Szlovákiában, a Nagyszombati kerületben, a Galgóci járásban.

## Fekvése
Galgóctól 9 km-re délkeletre fekszik, az 513-as út mentén, az úthoz képest délnyugati irányban, avagy a Mátyusföld északi részén, a Vág és a Nyitra folyók vízgyűjtő területén, azaz a Vágmedencében található.

## Története
A falut 1256-ban "Sag" alakban említik először, első lakói királyi halásznépek voltak. 1412-ben a galgóci uradalom része volt. Később több nemesi család birtoka, többek közt a Sándor, a Keglevich és az Appel családoké. 1715-ben 20 jobbágy és 17 zsellércsalád lakta. 1751-ben már 91 család élt itt. 1787-ben 137 háza és 670 lakosa volt. 1828-ban 77 házában 539 lakos élt. Lakói mezőgazdasággal és szőlőtermesztéssel foglalkoztak.
Vályi András szerint "SÁG. Elegyes tót falu Nyitra Várm. földes Urai B. Dávid, és több Urak, lakosai katolikusok, fekszik Alsó Récsényhez közel, mellynek filiája; határja középszerű, szőleje termékeny."
Fényes Elek szerint "Ságh, tót falu, Nyitra vgyében, Récsény filial., 406 kath., 189 evang., 42 zsidó lakossal, erdővel bortermesztéssel. F. u. gr. Sándor. Ut. p. Nyitra."
Nyitra vármegye monográfiája szerint "Ság, a galgócz-nyitrai országút közelében fekvő tót falu, 641 túlnyomóan r. kath. és kevés ág. ev. vallásu lakossal. Posta-, táviró és vasúti állomása Galgócz. E község 1256-ban a királyi halászok birtoka volt. Kath. templomát e század elején gr. Keglevich Gábor, az akkori földesur építtette. Az Appel-családnak itt kényelmes úrilaka van."
A trianoni békeszerződésig Nyitra vármegye Galgóci járásához tartozott. Mai szlovák nevét csak 1948-ban kapta.

## Népessége
| Év:            | 1994. | 2004.   | 2014.   | 2024.   |
| -------------- | ----- | ------- | ------- | ------- |
| Emberek száma: | 897   | 872     | 854     | 813     |
| Eltérés:       |       | -2,78 % | -2,06 % | -4,80 % |

| Év:            | 2023. | 2024.   |
| -------------- | ----- | ------- |
| Emberek száma: | 837   | 813     |
| Eltérés:       |       | -2,86 % |

1880-ban 597 lakosából 573 szlovák és 4 magyar anyanyelvű volt.
1890-ben 641 lakosából 601 szlovák és 11 magyar anyanyelvű volt.
1900-ban 725 lakosából 699 szlovák és 16 magyar anyanyelvű volt.
1910-ben 773 lakosából 727 szlovák és 37 magyar anyanyelvű volt.
1921-ben 809 lakosából 792 csehszlovák és 12 magyar volt.
1930-ban 909 lakosából 898 csehszlovák és 1 magyar volt.
1991-ben 911 lakosából 903 szlovák és 1 magyar volt.
2001-ben 882 lakosából 874 szlovák és 2 magyar volt.
2011-ben 880 lakosából 840 szlovák és 2 magyar.

## Nevezetességei
- Római katolikus temploma a 19. század elején épült.
- Szecessziós kastélya korábbi alapokon a 20. század elején épült.